# Главный мастер-сержант ВВС
Главный мастер-сержант ВВС (Chief Master Sergeant of the Air Force (CMSAF)) — высшее звание сержантского состава Военно-воздушных сил ВС США.
Является советником Начальника штаба ВВС ВС США.

## Описание должности
Официальное наименование должности — «Главный мастер-сержант ВВС» или «Главный».
Главный мастер-сержант ВВС является начальником сержантского состава ВВС ВС США. Организационно входит в штат начальника штаба ВВС ВС США и является его советником. Является представителем сержантского состава ВВС ВС США в штабе ВВС ВС США. По своему рангу звание соответствует генерал-лейтенанту.
Главный мастер-сержант ВВС является консультантом начальника штаба ВВС по вопросам организации подготовки и боевой готовности рядового состава срочной службы ВС, национальной гвардии, резервистов и гражданских лиц ВВС ВС США общим количеством около 700 000 человек.
Базовый оклад по воинской должности составляет $ 7894,50 в месяц.
С 14 августа 2020 года должность занимает Джоэнн Басс. Она является первой женщиной на этом посту в истории.

## Знаки различия
Знаки различия, установленные для Главного мастер-сержанта, изменялись с течением времени.

Знаки различия Главного мастер-сержанта по годам
1967 — 1991
1991 — 2004
2004 — настоящее время

## Главные мастер-сержанты ВВС США
| № пп | Picture | Имя             | Вступление в должность | Уход с должности | Продолжительность |
| ---- | ------- | --------------- | ---------------------- | ---------------- | ----------------- |
| 1    |         | Пол Эйри        | 3 апреля 1967          | 31 июля 1969     | 2 года, 119 дней  |
| 2    |         | Дональд Хэрлоу  | 1 августа 1969         | 30 сентября 1971 | 2 года, 60 дней   |
| 3    |         | Ричард Кислинг  | 1 октября 1971         | 30 сентября 1973 | 1 год, 364 дня    |
| 4    |         | Томас Барнс     | 1 октября 1973         | 31 июля 1977     | 3 года, 303 дня   |
| 5    |         | Роберт Гейлор   | 1 августа 1977         | 31 июля 1979     | 1 год, 364 дня    |
| 6    |         | Джеймс Мак-Кой  | 1 августа 1979         | 31 июля 1981     | 1 год, 364 дня    |
| 7    |         | Артур Эндрюс    | 1 августа 1981         | 31 июля 1983     | 1 год, 364 дня    |
| 8    |         | Сэм Пэриш       | 1 августа 1983         | 30 июня 1986     | 2 года, 333 дня   |
| 9    |         | Джеймс Бинникер | 1 июля 1986            | 31 июля 1990     | 4 года, 30 дней   |
| 10   |         | Гэри Пфингстон  | 1 августа 1990         | 25 октября 1994  | 4 года, 85 дней   |
| 11   |         | Дэвид Кемпенейл | 26 октября 1994        | 1 ноября 1996    | 2 года, 6 дней    |
| 12   |         | Эрик Бенкен     | 5 ноября 1996          | 30 июля 1999     | 2 года, 267 дней  |
| 13   |         | Фредерик Финч   | 31 июля 1999           | 28 июня 2002     | 2 года, 332 дней  |
| 14   |         | Джеральд Мюррей | 1 июля 2002            | 30 июня 2006     | 3 года, 364 дня   |
| 15   |         | Родни Мак-Кинли | 30 июня 2006           | 30 июня 2009     | 3 года, 0 дней    |
| 16   |         | Джеймс Рой      | 1 июля 2009            | 24 января 2013   | 3 года, 207 дней  |
| 17   |         | Джеймс Коди     | 24 января 2013         | 17 февраля 2017  | 4 года, 24 дня    |
| 18   |         | Кэлет Райт      | 17 февраля 2017        | 14 августа 2020  | 3 года, 179 дней  |
| 19   |         | Джоэнн Басс     | 14 августа 2020        | В должности      |                   |

## Срок полномочий
Самый долгий срок пребывания был у Пфингстона — 4 года и 85 дней. Одинаковый срок — 1 год и 364 дня — у Кислинга, Гейлора, Мак-Коя и Эндрюса.